# جيرونيمو دي سانتا في
جيرونيمو دي سانتا في (حوالي العام 1400 حتى 1430؛ ولد يهوشوا بن يوسف، كان طبيبًا إسبانيًا وكاتبًا دينيًا. عقب تحوله إلى الكاثوليكية، كتب باللاتينية باسم Hieronymus de Sancta Fide (جيروم الإيمان المقدس).
قد تشير كنيته «اللوركي»، من لوركا، بالقرب من مرسية، إلى مكان ولادته أو محل إقامته لاحقًا. تضع فرضية بديلة تضع مسقط رأسه باسم الكانيث.
وفقا لريتشارد جوتيل (1911) فليس من الصحيح تحديده مع صاحب نفس الاسم الذي كتب رسالة معادية للمسيحية لسولومون ها ليفي (بول دي بورغوس). الدليل الوحيد المقدم لمثل هذا التعريف هو ملاحظة ملحقة بمخطوطة الرسالة مفادها أن «المؤلف أصبح فيما بعد مسيحيًا». هذه الملاحظة ليست في مخطوطة أخرى («كات. ليدن»، ص. 276، 354)، ربما تمت إضافتها من قبل ناسخ لاحق تم تضليله من خلال تشابه الأسماء (انظر جوشوا بن جوزيف بن فيفس اللورقي). عُمد جوشوا ها-لوركي قبل أن يلقي فنسنت فيرير خطبه التبشيرية في لوركا. ومع أنه ليس حاخامًا، كما يدعي المؤرخون الإسبان، فقد كان ضليعًا في التلمود والأدب الحاخامي. ومن أجل إظهار حماسه للدين الجديد، حاول كسب المسيحيين مع زملائه في الإيمان السابقين، وأن يلقي الشك عليهم وعلى دينهم. لهذا السبب كان يسمى («المجدف»)، من الحروف الأولى من اسمه Maestro Geronimo de Santa Fé. لقد عرض أن يثبت من التلمود أن المشيح قد جاء بالفعل في شخص يسوع. لهذا الغرض، حث أنتيبوب بنديكتوس الثالث عشر، الذي كان طبيبه، على ترتيب نزاع طرطوشة مع اليهود المتعلمين. وفي فترة ما قبل أو بعد المناقشة، كتب هيرونيموس، بناءً على طلب البابا بنديكتوس الثالث عشر، مقالتين أثار فيهما اتهاماتً ضد اليهود وكرر تهمًا قديمة وقذرة على ما يبدو. واحدة من هذه المقالات كانت Tractatus Contra Perfidiam Judæorum. والآخرى، De Judæis Erroribus ex Talmuth؛ تم نشرها معًا باسم Hebræomastix (زيورخ، 1552؛ فرانكفورت أم ماين، 1602؛ هامبورغ، بدون تاريخ)، طُبعت في Bibliotheca Magna Veterum Patrum، ليون، vol. xxvi، وكولونيا، 1618؛ كما تُرجمت إلى الإسبانية تحت عنوان Azote de los Hebreos. لقد كُتب الدون فيدال بينفينيستي مقالاتً بعنوان "Ḳodesh ha-Ḳodashim"، وإسحاق ناثان بن كالونيموس في كتابه "Tokaḥat Mat'eh".
كان لدى هيرونيموس عدة أبناء. كان أحدهم، بيدرو، في صالح خاص مع الملكة ماريا. وكان آخر مقيمًا لحاكم أراغون ويعيش في سرقسطة. شارك ابن «رسول طرطوشة» هذا، كما يسميه دي لوس ريوس («هيست» الثالث 264)، في اغتيال بيدرو دي أربويس، وقد تم اعتقاله مع مارانوس الآخرين، ومن أجل الهروب من خزي عملية حرقه علنًا، انتحر في السجن. تم حرق جسده علانية في 21 و22 أكتوبر 1486. تم إحراق أعضاء آخرين من عائلة سانتا في مارانوس في الأعوام 1497 و1499.

## أعمال
- "De iudaicis erroribus ex Talmut"[5]